# Decoding the Tomb of Bansheebot
Decoding the Tomb of Bansheebot är det tjugoförsta studioalbumet av gitarristen Buckethead, släppt genom TDRS Music år 2007.
Albumet tillkännagavs i och med lanseringen av två andra album, Cyborg Slunks och ett album med trummisen Brian som kallas Kevin's Noodle House. Alla släpptes på samma dag. 
Decoding the Tomb of Bansheebot har en liknande ljudbild som sin föregångare Pepper's Ghost. Det innehåller också låten "Sail on Soothsayer" som är tillägnad hans moster Suzie (1932-2007). Låten är kopplad till två andra låtar som Buckethead tillägnad henne, den första är "Soothsayer" (Dedicated to Aunt Suzie) från albumet Crime Slunk Scene (2006) följt av "Aunt Suzie" från albumet Cyborg Slunks.

## Låtlista
| Nr           | Titel                                                                  | Längd |
| ------------ | ---------------------------------------------------------------------- | ----- |
| 1.           | Materilalizing The Disembodied (sic)                                   | 2:04  |
| 2.           | Asylum of Glass                                                        | 4:36  |
| 3.           | Ghost Host                                                             | 3:08  |
| 4.           | Killing Cone                                                           | 4:21  |
| 5.           | Bloodless                                                              | 4:06  |
| 6.           | Checkerboard Incision                                                  | 4:02  |
| 7.           | Circarama                                                              | 2:15  |
| 8.           | Disecto                                                                | 2:22  |
| 9.           | Pickwick's Lost Chapter                                                | 0:33  |
| 10.          | I Can Only Carry 50 Chickens at a Time                                 | 3:06  |
| 11.          | Stretching Lighthouse                                                  | 3:19  |
| 12.          | Hall of Scalding Vats                                                  | 6:25  |
| 13.          | Sail on Soothsayer (till minne av faster Suzie (Aunt suzie) 1932-2007) | 6:29  |
| Total längd: | Total längd:                                                           | 46:46 |